# Red propovjednika
Red propovjednika (lat. Ordo Praedicatorum, skr. OP) je katolički Crkveni red čiji se članovi nazivaju dominikanci, po svojemu utemeljitelju sv. Dominiku. Sjedište Reda je u bazilici sv. Sabine u Rimu. Zaštitnici Reda su sv. Dominik, Marija Magdalena i Katarina Sijenska.

## Općenito
Red propovijednika utemeljio je sv. Dominik, a u prosincu 1216. papa Honorije III. ga je potvrdio čime je započelo njegovo širenje po cijelome svijetu. Dominikanski je red jedan od prosjačkih redova koji nastaju kao reakcija na cjelokupno stanje u Crkvi i društvu, posebno na raskošan život tadašnjega svećenstva te djelovanje sekti koje su se pojavile šireći razna krivovjerja. Za razliku od monaških redova koji su bili vezani uz samostane i živjeli povučeno, prosjački redovi nisu bili vezani samo uz jedan samostan i kontemplaciju, nego su i studirali, propovijedali i bavili se apostolatom, tj. bili u izravnome doticaju s ljudima. Živjeli su od svojega rada, a ako ne bi imali dovoljno za život, prosili bi od vrata do
vrata. Najvažnija zadaća Reda – propovijedanje evanđelja i borba protiv herezā – nametnula je potrebu i obvezu obrazovanja i studija propovjednicima koji su od početka Reda osnivali škole i sveučilišta te otvarali knjižnice neophodne za studij. Jer se uz propovijedanje vezala i visoka obrazovanost propovjednikā, prozvani su intelektualnim redom. Prvi dominikanci dolaze u hrvatske krajeve već za života svetoga Dominika. Godine 1225. osnivaju samostan u Dubrovniku, a zatim i u ostalim dijelovima današnje Hrvatske. Svaki samostan bio je ujedno i škola otvorena za javnost te se s osnivanjem novih samostana Sveti Dominik i Red mama razvijalo i školstvo. Dominikansko opće učilište, koje je 14. lipnja 1396. u Zadru osnovao tadašnji Učitelj Reda bl. Rajmund iz Kapue, prvo je hrvatsko sveučilište. U svojoj osamstoljetnoj povijesti Red je na hrvatskim prostorima imao 81 samostan, od čega se na području današnje Republike Hrvatske nalazio 61. Red je dao Crkvi četiri pape (bl. Inocent V., bl. Benedikt XI., sv. Pio V. i Benedikt XIII.), više stotina biskupa, osamdesetak kardinala te oko 260 svetaca i blaženika. Nedavno je službeno pokrenut postupak za proglašenje svetim prvoga hrvatskog blaženika bl. Augustina Kažotića.

## Osnovna obilježja reda
Dominikanski red nastao je u vrijeme velikoga bogatstva u svijetu. Tako je u doticaju sa španjolskim seljacima koji su nosili jednostavnu odjeću Red preuzeo upravo takvu odjeću. Ona je postala njegovo trajno obilježje. Dominikanska redovnička odjeća (habit) bijele je boje. Sastoji se od bijele haljine s bijelim škapularom (naplećkom) i kukuljicom te crnim plaštom i crnom kukuljicom, kožnoga pojasa i krunice. Stoga se dominikanci u hrvatskome narodu nazivaju još i „bijeli fratri“ (za razliku od Engleske gdje ih zovu „black friars“ ili „crni fratri“ zbog plašta). Dominikanac bl. Rajmund iz Kapue, govoreći o bojama dominikanske odjeće, ističe: „Bjelina je odraz nedužnosti, a crnina skromnosti.“ Isto tako naglašava: „Muževi i žene, članovi udruženja, bez obzira kakva su kroja bila njihova odijela i haljine, morali su imati oznake crno-bijele boje. To je imao biti vanjski znak nevinosti i poniznosti. 
Dominikanski grb, iako se prikazuje na razne načine, sastoji se od crnih i bijelih polja koja predstavljaju bojeredovničke odjeće Reda. Na njemu uz te boje mogu biti prikazani i krunica, pas i zvijezda – koji su se pojavili u snu majke svetoga Dominika – Sveti Dominik i Red propovjednika te natpis na latinskome jeziku: „Laudare, benedicere, prædicare“ što znači „Slaviti, blagoslivljati, propovijedati“. 
Muškarce koji su ga slijedili i počeli živjeti redovničkim životom sveti je Dominik nazvao svojom braćom. Tako se ispred imena dominikanaca piše „fr.“, što je skraćenica za latinsku riječ frater – brat. Stoga, kad se govori o Dominikovoj braći, ne misli se na njegove krvne rođake, nego na redovničku braću – dominikance. 
Kandidati koji žele ući u redovničku zajednicu moraju provesti u zajednici (samostanu) određeno vrijeme priprave (postulaturu), a zatim ulaze u novicijat („godinu kušnje“). Novicijat počinje oblačenjem redovničkoga habita i traje godinu dana. Tijekom tog razdoblja, u samostanu određenom za novicijat (u Hrvatskoj je takav samostan u Dubrovniku), kandidati pod vodstvom svoga učitelja uče, mole, temeljitije upoznaju redovnički poziv i način života u Redu te odlučuju je li redovnički život za njih ili nije. Nakon završenoga novicijata, bivaju pripušteni zavjetima. Zavjete polažu privremeno – na tri godine (jednostavna profesija), a kada završi vrijeme jednostavne profesije, redovnik polaže svečanu profesiju (doživotno) ili se vraća u svijet. Svaki redovnik polaže tri zavjeta: zavjet poslušnosti, siromaštva i čistoće (koji su zapravo evanđeoski savjeti) u ruke svoga poglavara (u Dominikanskome je redu to provincijal). Red opslužuje pravila i živi načinom života koji mu je vlastit od osnutka. 
Vjerni zamisli svoga utemeljitelja sv. Dominika, da je uzoran život u zajednici preduvjet uspješnog propovijedanja, dominikanci žive u zajednici, koje brojem variraju. Svaki brat pripada određenoj samostanskoj zajednici, a samostani jednog područja, države ili više država tvore provinciju. U samostanu živi barem šestoro braće: samostan je mjesto gdje braća žive zajedno, i gdje, po povratku s propovijedanje, nalaze svoju braću. Sv. Dominik je zacrtao osnovne sastavnice života svojih sljedbenika: skladan život u zajednici, vjernost evanđeoskim savjetima, gorljivost u zajedničkom slavljenju liturgije, osobite euharistije i časoslova, molitva (ujutro, u podne i navečer braća se okupljaju na zajednčku molitvu), neprestani studij i ustrajno samostansko opsluživanje.
Iako je Red doživio više reforma, uvijek je u biti ostao jedinstven, bez ikakvih podjela. Svi dominikanci pripadaju jednom te istom Redu. Braća su ponosna na slobodu i stvaralačku vjernost, istaknute značajke koja krase dominikanski Red.
Cilj je dominikanskog Reda upoznati istinu i spoznatu istinu priopćavati drugima a sve u vidu propovijedanja i spasenja duša. Zato je studij bitno sredstvo za uspješan apostolat. Studij i redovnički život međusobno se prožimaju i potpomažu. Sam je sv. Dominik svjesno usmeno i pismeno poticao braću svoga reda da neprekidno studiraju. "Pođi s pouzdanjem, Gospodin će biti s tobom i on će te obdariti riječima koje ćeš propovijedati." Upravo s tim obećanjem Dominik šalje svoju braću po svemu svijetu propovijedati Radnosnu vijest. Dominik šalje prvu braću u velike sveučilišne gradove da tamo studiraju, propovijedaju i osnivaju samostane.
I nakon postdiplomskih studija dominikanac je pozvan na permanentni studij. Stalni susreti s ljudima bilo vjernicima ili nevjernicima, propovijedanje Radosne vijesti neprestano tjera dominikanca na neprekidni studij, koji osluškuje život i potrebe ljudi, uvijek tražeći nove učinkovitije načine oživotvorenja Božjega kraljevstva. Danas je oko 600 dominikanaca u svijetu aktivno nazočno u sredstvima društvenog priopćavanja, od toga 150 u elektronskim medijima. Red izdaje ili uređuje 321 znanstvenu, kulturnu i popularnu reviju. No sve to samo pokazuje da studij nije cilj sam sebi već skupa s molitvom i životom u zajednici znak je radosnog naviještanja Evanđelja.
Osobnost sv. Dominika uočavamo tek kad promatramo njegovo životno djelo, Red koji je utemeljio. Kad 1217. iz Toulousea u južnoj Francuskoj šalje svoju braću, jedne u Pariz, druge u Španjolsku, razdvajajući još uvijek nejaku zajednicu i kad mu prigovaraju da prebrzo donosi odluke, Dominik odgovara: "Nemojte se protiviti: znam što činim." Takav način djelovanja govori mnogo o Domikovoj osobi. Na to ga tjera ono što daje Redu kao znak raspoznavanja, jer je Red braće propovjednika "već od samog početka bio ustanovljen posebno za propovijedanje i spasavanje duša."
Dominikanci u svom propovijedanju i u svom životu daju posebnu važnst trima temeljnim pojmovima: slobodi, milosrđu i istini. Bartolomé de las Casas, propovijeda oslobođenje indijanskih robova u tek otkrivenoj i osvojenoj Americi. Iza njegovog propovijedanja stala je čitava njegova dominikanska zajednica, dovoljno slobodna da se ne boji vlasti protiv čijeg nepravednih postupaka i odluka je usmjereno njihovo propovijedanje. Ljubav prema slobodi nerazdvojiva je od ljubavi prema istini. Sloboda raste sa stalnim traženjem i propovijedanjem istine, koja je slobodna i koja oslobađa. To je njihovo poslanje.
Propovijedanje Božjeg milosrđa u središtu je dominikanskog propovijedanje. Sv. je Dominik u noćnim satima vapio Bogu molitvom: “Bože moj, milosrđe moje, što li će biti s grešnicima?” Svaka je dominikanska zajednica pozvana biti školom milosrđa. Prilikom stupanja u Red braće propovjednika, svaki kandidat, na upit poglavara: “Što tražite?”, odgovara: “Milosrđe Božje i Vaše”.
Istina je geslo dominikanskog Reda. U Palenciji u Španjolskoj Dominik studira filozofiju i teologiju. Već u to vrijeme pokazuje svoju veliku ljubav prema siromasima. Kad je zavladala strašna glad, Dominik prodaje svoje skupocjene knjige i pomaže ljudima u nevolji, jer kako sam kaže, nije mogao učiti iz mrtvih koža dok oko njega živi ljudi umiru od gladi. No Dominik je sve više shvaćao, u svojoj živoj želji za spasenjem duša, da je ljubav prema istini najveći izraz milosrđa. Iz te je spoznaje nastao i dominikanski Red.
Povijest Dominikova života počinje legendom. Njegovoj majci u viđenju učinilo da nosi u utrobi psića koji u ustima drži zapaljenu baklju, kojom je po izlasku iz utrobe zapalio čitav svijet. U drugom viđenju njegova je majka vidjela zvijezdu na njegovom čelu, što je jasno značilo da će jednoga dana biti svjetlo narodima, da bi obasjao one koji sjede u tami i sjeni smrtnoj. 
Dominik Guzman rođen je 1171. u Caleruegi u Kastilji (Španjolska). Godine 1216. papa Honorije III. potvrđuje osnutak Reda braće propovjednika. Pred Dominikom i njegovom subraćom otvara se široko polje rada. Dominik umire u Bolonji u pedesetoj godini života 6. kolovoza 1221. u 51. godini života. Dvanaest godina kasnije, 1233., papa Grgur IX. proglašava ga svetim. Red se od samog početka vrlo brzo širi po sveučilišnim gradovima, privlači brojne studente. Služba "teologa papinskog doma" sve do danas povjerava se dominikancima.
Ovdje spominjemo samo nekoliko značajnijih likova iz bogate gotovo osamstoljetne baštine. Sv. Albert Veliki, crkveni naučitelj i zaštitnik prirodoznanstvenika, nastoji upoznati zapadnu civilizaciju s aristotelovim djelima. Red je dao i jednog od najvećih mislilaca, sv. Tomu Akvinskog, crkvenog naučitelja te zaštitnika katoličkih škola. Učitelj Eckhart, Ivan Tauler i Henrika Suzon poznati su rajnski mistici 14. i 15. stoljeća. Sveta Katarina Sijenska, naučiteljica Crkve, radi na okončavanju "zapadnog raskola" te na povratku pape Grgura XI. iz Avignona u Rim. Sveti Vinko Fererski i Savonarola veliki su propovjednici u 15. stoljeću, a fra Angelico poznati slikar. 15. stoljeće poznato je po širenju marijanske pobožnosti, stvaraju se kruničarske bratovštine, koje su potpuno povjerene Redu, tako da su dominikance zvali i Red krunice. U 16. stoljeću dominikanci polaze u novootkrivene zemlje gdje djeluju u obrani osnivnih ljudskih prava domorodaca. Među najpoznatijim ističu se "otac međunarodnog prava" Francisco de Vitoria i Bartolomej de las Casas. U novootkrivenim zemljama dominikanci osnivaju sveučilišta na kojima su se predavali i domorodački jezici. 
I u novijoj povijesti dominikanci su aktivni na svim područjima. Henri Didon je začetnik obnove Olimpijskih igara. God 1896. odlučuje povesti svoje učenike na Olimpijske igre u Atenu. Marie-Joseph Lagrange utemeljuje Biblijsku školu (École biblique) u Jeruzalemu, koja je odigrala značajnu ulogu u tumačenju Sv. pisma u našem stoljeću. Jedno od remek djela škole jest svakako tzv. Jeruzalemska Biblija".God. 1958. belgijski dominikanac Henry Pire dobio je Nobelovu nagradu za mir. Red danas vodi 6 sveučilišta, dvadesetak fakulteta i općih učilišta te dvadesetak Centara znanstvenog istraživanja. Trenutno je u Crkvi 40 biskupa dominikanaca.
U svojoj dugoj povijesti Red je dao Crkvi 4 pape, 75 kardinala, 262 sveca i blaženika. Red dans ima oko 7 000 članova, od čega oko 1100 braće u formaciji. Nazočan je na svim kontinentima, u 95 zemalja, organiziran u 45 provincija, viceprovincija i vikarijata. U dominikanskoj obitelji još se nalazi 4 000 koludrica, redovnica kontemplativnog života u više od 300 samostana, 35 000 aktivnih redovnica u svim segmentima društva, i nekoliko desetaka tisuća laika, koji se pozivaju na dominikansku tradiciju i s Redom su čvrsto povezani.
Dominikanci su odigrali značajnu ulogu u pokrštavanju Indijanaca. Godine 1509. otišlo ih je u Ameriku 18 (među njima i Antonio de Montesinos), 1526. još 12, a 1532. utemeljena je u Americi prva dominikanska provincija.

## Dominikanci u Hrvatskoj
Ubrzo nakon osnivanja Reda dominikanci stižu u hrvatske krajeve. Već oko 1225. dominikanci se nastanjuju u Dubrovniku, zatim u Rabu, Ninu, Splitu i Zadru. Oko 1228. blaženi Sadok iz Poljske osniva samostan u Zagrebu, malo kasnije i u Čazmi, a ubrzo zatim dominikanci se šire na područje Bosne. U svojoj gotovo osam stoljetnoj povijesti Red je na djelokrugu od Kotora i Subotice do Virovitice i Brijuna imao 81, od čega na području današnje Republike Hrvatske 61 samostan, davši uz to više od stotinu biskupa i dva službeno proglašena blaženika (bl. Augustin Kažotić i bl. Ozana Kotorska). Budući da su dominikanci uz samostane osnivali i škole, te jer je svaki samostan bio ujedno i škola otvorena za javnost, školstvo se razvijalo skupa s osnivanjem novih samostana. Zagrebački biskup Stjepan II. Babonić u 13. stoljeću povjerava dominikancima ustroj škola u Zagrebu i Čazmi. Katedralnu školu u Zagrebu reformira bl. Augustin Kažotić. Samostanske škole osnivaju se i u drugim mjestima, kao npr. u Glavatome, Dubrovniku, Lopudu, Hvaru, Zadru, Ninu, Šibeniku, Trogiru, Splitu, Korčuli, Kotoru, Dubici, Bihaću i Mitrovici. 
Godine 1396. u Zadru osnovano je prvo hrvatsko sveučilište koje djeluje sve do početka 19. st. Godine 1626. u Dubrovniku osnivaju dominikanci u svom samostanu javnu gimnaziju za poučavanje dubrovačke mladeži, prvu srednjoškolsku ustanovu u Dubrovniku i jednu od najstarijih srednjih škola na hrvatskom području. Pored članova Reda, dominikanske škole pohađali su i biskupijski bogoslovi pa čak i laici. Ta činjenica pokazuje njihovo pravo značenje. Zadarski nadbiskup Mate Karaman ističe kako je dominikansko opće učilište u Zadru "ures grada, Reda i cijele Dalmacije". Mnogi su biskupi diljem svijeta tražili dominikance za učitelje u svojim katedralnim školama, a mnoga sveučilišta smatrala čašću da dominikanci drže njihove katedre.
Hrvatski dominikanci ne zaostaju nimalo za svojoj subraćom u svijetu. Pavao Dalmatinac napisao je nekoliko djela, a najpoznatiji je kao pisac prvog priručnika moralne teologije namijenjenog ispovjednicima. Martin iz Zadra se također ubraja među najstarije hrvatske teološke pisce zbog svoga komentara na knjigu Sentencija Petra Lombarđanina s kraja 13. i početka 14. st. Isto tako i bl. Augustin Kažotić, biskup Zagreba i Lucere, obnovitelj zagrebačke katedralne škole i liturgije, svojim dvjema kratkim raspravama. Kardinal Ivan Stojković iz Dubrovnika, vrlo utjecajan teolog na saborima u Paviji i Bazelu, daje prvi sistematski prikaz katoličke ekleziologije. U 16. stoljeću spominjemo samo svestrane i plodne pisce Ivana Polikarpa Severitana iz Šibenika i Dubrovčanina Grgura Budislavića. Hrvatski dominikanci Benjamin i Juraj Križanić rade na zbližavanju Crkava u Rusiji i na ujedinjenju Slavena. 
Dominikanci su uvelike zaslužni za kulturu hrvatskoga naroda. Najstariji hrvatski tekst pisan latinicom predstavlja "Red i zachon od primglenia na dil dobroga cignenia sestar nasich reda suetoga odza nasega dominicha sestara dominikanki sv. Dimitrija u Zadru" iz 1345. Godine 1598. fra Luka Bračanin prevodi 150 Davidovih psalama s vlastitim tumačenjem. Dubrovački dominikanac Rajmund Džamanjić tiska u Veneciji (1639.) svoje djelo po kojem, nakon Kašićeve gramatike hrvatskog jezika, postaje predvodnikom hrvatskih jezikoslovaca. Ignacije Aquilini iz Dubrovnika piše 1705. u stihu prvo poznato djelo s područja medicine u Dubrovniku na narodnom jeziku. I mnogi su drugi hrvatski dominikanci, uz djela na latinskom, pisali i na svom materinskom hrvatskom jeziku.
U 16. i 17. st. hrvatski dominikanci ističu da se u njihovim crkvama propovijeda i slave drugi liturgijski obredi na hrvatskom jeziku, dok zadarski dominikanci odbijaju pripojenje mletačkim samostanima i ističu svoje apostolsko djelovanje među najsiromašnijim slojem domaćeg pučanstva što čine na narodu razumljivom, hrvatskom jeziku, jer bi narod "bez dominikanaca Hrvata i Dalmatinaca ostao vjerski nepoučen i lišen duhovnih plodova." Prvi hrvatski biograf bio je dominikanac Ambroz Ranjina iz Dubrovnika. Ivan-Dominik Stratiko iz Zadra, novigradski i hvarski biskup u 18. st. svim srcem se posvetio poboljšanju gospodarskih i kulturnih uvjeta najsiromašnijih slojeva pučanstva, osnivao je škole, organizirao tečajeve teologije za svećenike, podigao posebno sirotište za siromahe, obnovio rad bratovštine za uzajamnu pomoć, brinuo se o zdravstvenom prosvjećivanju svojih vjernika, a suosnivač je i poljodjelske akademije u Kaštel Sućurcu.
Jedno od najljepših svjedočanstava o dominikanskom djelovanju u hrvatskim krajevima dao je đakovačko-srijemski biskup Josip Juraj Strossmayer: "Proizlazeći iz samoga samog našeg naroda.... Oni su potpuno naši, iz nas su potekli, savršeno poznaju naše nevolje i naše potrebe. Njihov govor je potpuno naš govor; u njihovu glasu prepoznajemo jasno glas naših pastira, rado ih slušamo i lako njihove riječi pohranjujemo u srcu i u pamćenju".  I dominikanci našega vremena nastavljaju povijesni kontinuitet bogate dominikanske baštine, nakladničkom djelatnošću, uređivanjem časopisa, promicanjem pobožnosti krunice, propovijedanjem i predavanjima na fakultetima i sveučilištima. Od 1988. dominikanski studenti izdaju u Zagrebu svoj časopis "Izazov istine". Danas Hrvatska dominikanska provincija ima 12 samostana i kuća: u Dubrovniku, Splitu, Trogiru, Gružu, Bolu, Starom Gradu, Korčuli, Zagrebu, Rijeci, Klopču kod Zenice (BiH), Žalcu i Petrovču (kod Celja, Slovenija). Provincija vodi četiri hrvatske katoličke misije u Hannoveru, Kemptenu, Hamburgu i Parizu. Dominikanci su bili bitni za Hrvate i u inozemstvu. Nakon što je ukinut isusovački red bili su jednima od upravitelja hrvatskog kolegija u Loretu.

## Poznati samostani
- Bol na Braču
- Dubrovnik
- Dubrovnik (Gruž)
- Klopče (BiH)
- Korčula
- Petrovče
- Rijeka pri crkvi Sv. Jeronima
- Split
- Stari Grad (Hvar)
- Trogir
- Zagreb
- Žalec (Slovenija)

## Poznati pripadnici

### Sveci
- Sveti Dominik († 1221.)
- Petar iz Verone († 1252.)
- Zedislava Berkiana († 1252.)
- Hijacint († 1257.)
- Margareta Mađarska († 1271.)
- Toma Akvinski († 1274.)
- Rajmund iz Peñaforta († 1275.)
- Albert Veliki († 1280.)
- Agneza iz Montepulciana († 1317.)
- Margareta od Castella († 1320.)
- Katarina Sijenska († 1380.)
- Vinko Fererski († 1419.)
- Antonin iz Firence († 1459.)
- Papa Pio V. († 1572.)
- Ljudevit Bertrand († 1581.)
- Katarina de Ricci († 1590.)
- Ivan iz Kölna († 1600.)
- Sveta Ruža Limska († 1617.)
- Dominik Ibañez de Erquicia († 1633.)
- Lorenzo Ruiz († 1637.)
- Martin de Porres († 1639.)
- Ivan Macias († 1645.)
- Ljudevit Montfortski († 1716.)
- Franjo Coll Guitart († 1875.)
- Toma Khuong († 1600.)

Brojni dominikanci su bili kanonizirani kao jedni od 117 vijetnamskih mučenika, uključujući svetog Lorenza Ruiza.
Ostali poznati dominikanci:
- Romanus Cessario

### Poznati hrvatski dominikanci
- Benjamin
- Dominik Barač
- Hijacint Bošković
- Jordan Kuničić
- Tomo Vereš
- Mijo Horvat
- Augustin Kažotić
- Rajmund iz Kapue
- Stjepan Krasić
- Franjo Šanjek
- Vinko Pribojević
- Andrija Jamometić

## Vanjske poveznice
- Dominikanci u Hrvatskoj
- Ordo Praedicatorum - Stranice Dominikanskog reda